# Томас, Олег Константинович
Олег Константинович Томас (1930, Одесса — 1989, там же) — украинский советский деятель, начальник Одесского морского порта, начальник Черноморского морского пароходства. Депутат Верховного Совета УССР 9-го созыва (в 1976—1980).

## Биография
Родился 11 ноября 1930 года в Одессе. В 1953 году окончил Одесский институт инженеров морского флота.
С 1953 года работал диспетчером Восточного района Новороссийского порта.
В 1954 году переведен в Одесский порт на должность диспетчера портофлота. Затем работал в главной диспетчерской Одесского морского торгового порта, возглавлял 3-й грузовой район, был заместителем начальника порта по эксплуатации.
Член КПСС.
В 1962—1971 г. — начальник Одесского морского торгового порта.
В 1971—1973 г. — советский советник министра торгового флота и портов Республики Куба.
В 1973—1976 г. — начальник Одесского морского торгового порта.
В 1976—1978 г. — начальник Черноморского морского пароходства.
В 1978— 1979 года — начальник Одесского морского торгового порта.
С конца 1979 года работал в Одесском институте инженеров морского флота, начальник отдела проектирования портов и судоремонтных заводов. С конца 1987 года — в Одесском проектном институте «Южный научно-исследовательский институт морского флота».
Покончил жизнь самоубийством 1 марта 1989 года.
В 1993 году сухогруз «Волжский-48» был переименован в «Олег Томас», в 2001 году продан Турции и получил название «Cherokee».

## Награды
- орден Ленина
- орден Трудового Красного Знамени
- орден Знак Почета
- медали